# Muchomůrka bílá
Muchomůrka bílá (Amanita phalloides var. alba), někdy muchomůrka zelená bílá, je varietou smrtelně jedovaté muchomůrky zelené. Jak název napovídá, plodnice této houby je celá čistě bílá. Proto je u nezkušených houbařů vyšší nebezpečí záměny se žampiony. Je třeba mít na paměti, že žampiony nemají bílé lupeny, na rozdíl od muchomůrek.